# Château de Monismes
Le château de Monismes est un château situé à Bessines-sur-Gartempe, en France.

## Localisation
Le château est situé dans le département français de la Haute-Vienne, sur la commune de Bessines-sur-Gartempe, près du lieu-dit de Monismes.

## Historique
Le château date des XIVe et XVe siècles.
Les ruines du château sont inscrites au titre des monuments historiques le 17 janvier 1992.